# Cropsey
Quella di Cropsey, l'uomo nero dei boschi alla periferia di New York, è una leggenda metropolitana dello stato di New York nata negli anni '30 e poi diffusasi nei campi estivi negli anni '60 e '70.
Secondo questa leggenda i boschi di New York sarebbero abitati dal Cropsey, un uomo nero armato di un'accetta o, a seconda della variante, di un paio di forbici appuntite e lunghe. 

## La leggenda
Secondo la leggenda, Cropsey era un rispettato membro della comunità di New York che abitava vicino ad un campeggio con il figlio. Quando alcuni campeggiatori hanno causato la morte tragica di suo figlio, Cropsey finì con l'impazzire giurando di vendicarsi. In occasione dell'anniversario della morte del figlio l'uomo iniziò a vagare per i boschi massacrando i campeggiatori che incontrava.

## Dalla leggenda alla realtà
La leggenda sembrò essere divenuta realtà quando tra il 1972 e il 1987 cinque giovani scomparvero nei boschi dell'isola di Staten Island.
- Nel 1972 sparì una bambina di cinque anni, Alice Perreira, scomparsa alla vista del fratello maggiore che si era distratto per pochi minuti.
- Nel 1981 scomparve Holly Ann Hughes, 5 anni, che non fece ritorno a casa dopo essere stata a giocare nel bosco sito dietro casa.
- Nel 1983 fu la volta di Tiahease Jackson, 11 anni, e l'anno successivo di Hank Gafforio, 22 anni.
- Il 9 luglio 1987 scomparve Jennifer Schweiger, affetta da sindrome di Down; il suo cadavere venne ritrovato 35 giorni dopo la scomparsa.

Nel 1988 Andre Rand venne arrestato con l'accusa di aver rapito ed ucciso la Schweiger. Venne condannato a 25 anni di carcere per il solo capo d'accusa di rapimento poiché non fu possibile dimostrare che fosse stato lui ad uccidere la ragazza. Nel 2004 Rand venne nuovamente portato in giudizio, questa volta con l'accusa di sequestro di Holly Ann Hughes. Nell'ottobre di quello stesso anno Rand è stato condannato a scontare altri 25 anni di carcere. Nonostante non vi siano prove che Rand sia il vero responsabile della scomparsa dei cinque giovani, è oggi opinione comune che il loro sequestratore sia stato proprio lui.

## Nella cultura di massa
Alla leggenda di Cropsey è ispirato il film The Burning, diretto da Tony Maylam nel 1981.